# National World War II Memorial
Le mémorial de la Seconde Guerre mondiale est un bâtiment conçu par Leo A. Daly, dans le parc National Mall du centre-ville de Washington. Il a été officiellement inauguré le 29 mai 2004, en présence de milliers de vétérans. Si George W. Bush en était le témoin, ce projet remonte aux années 1980.

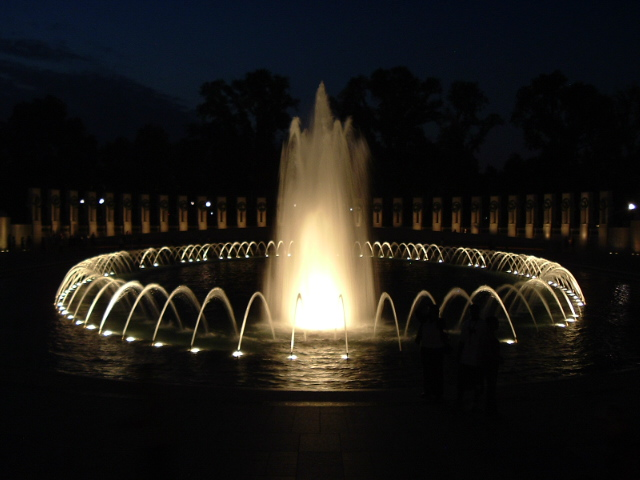
Le mémorial de la Seconde Guerre mondiale

Situé en un point névralgique du Mall, entre le Washington Monument et le bassin des Constitution Gardens, le mémorial a une conception éclatée et discrète. Une immense fontaine (Rainbow pool) est encadrée par deux rangées semi-circulaires de colonnes commémoratives, 56 pour être exact, chacune décorée d'une couronne métallique (chêne et blé), chacune représentant un État ou territoire du pays. Ces rangées, séparément, sont aussi la représentation des théâtres de guerre atlantique et pacifique.
Le ton gris clair, la monumentalité abstraite du monument lui donnent un caractère discret et émouvant, bien que solennel. Un escalier en pente douce mène à la fontaine depuis la 17e rue Ouest.
Sur les murs de cet accès, des panneaux sculptés avec réalisme par Ray Kaskey décrivent des scènes banales de guerre, en haut-relief. Un mur porte 4000 étoiles, hommage aux combattants qui furent tués.